# Zalnoc
Zalnoc – wieś w Rumunii, w okręgu Sălaj, w gminie Bobota. W 2011 roku liczyła 501 mieszkańców.